# Ian Brown (dramatik)
Ian Brown (* 8. března 1951) je skotský dramatik a básník. Byl prezidentem Asociace skotských literárních studií, ředitelem oddělení dramatu v Radě umění Velké Británie a profesorem divadelního umění a děkanem na Univerzitě Queen Margaret v Edinburghu (do roku 2002). Založil také Skotské sdružení dramatiků, kde byl sám autor předsedou. Vydal několik sbírek básní a také napsal několik divadelních her. Mezi nejznámější divadelní hry patří Carnegie and Mary (pro Royal Lyceum Edinburgh), The Scotch Play nebo A Great Rockonin (pro Divadlo Perth). Je také autorem mnoha knih na téma literatury, divadelní historie, jazyka, divadla, kulturní strategie a skotské kultury.
V roce 2014 se zúčastnil literárního festivalu Měsíc autorského čtení, který je pořádaný brněnským nakladatelstvím a agenturou Větrné mlýny. Tato agentura natočila pro Českou televizi cyklus “Skotská čítanka – Don't Worry – Be Scottish” - díl s Ianem Brownem režíroval Robin Kvapil.

## Díla
- Poems for Joan (2001)
- Carnegie and Mary
- The Scotch Play
- A Great Rockonin